# كما صنعته الطبيعة
كما صنعته الطبيعة: الصبي الذي نشأ كفتاة هي سيرة ذاتية لديفيد رايمر الذي خضع لأول عمليات تحويل الجنس، كتبها جون كولابينتو ونشرت في 20 فبراير 2001 بواسطة هاربر بيرنيال . كان رايمر رجلاً كنديًا وُلد ذكرًا لكنه نشأ كفتاة بسبب مشورة طبية أدت لتدخل جراحي لتحويله لأنثى بعد تضرر قضيبه أثناء ختان فاشل في طفولته.
وصل الكتاب في عام 2001 إلى نهائيات جائزة Lambda الأدبية للكتب الواقعية .

## الاستقبال
كما صنعته الطبيعة ، كان من أكثر الكتب مبيعًا في نيويورك تايمز .